# Комишанська селищна рада
Комиша́нська се́лищна ра́да — орган місцевого самоврядування у складі Корабельного району Херсонської міської ради Херсонської області. Адміністративний центр — селище міського типу Комишани.
Селищну раду ліквідовано 2020 року

## Загальні відомості
- Комишанська селищна рада утворена в 1920 році.
- Територія ради: 4,88 км²
- Населення ради: 10 126 осіб (станом на 2001 рік)
- Водоймища на території, підпорядкованій даній раді: річка Вірьовчина, озера Безмін та Біле.

## Населені пункти
Селищній раді підпорядковані населені пункти:
- смт Комишани
- с-ще Куйбишеве
- с-ще Петровського
- с-ще Приозерне

## Склад ради
Загальний склад селищної ради: 30 депутатів.

### Керівний склад попередніх скликань
| ПІБ                        | Основні відомості                                   | Дата обрання | Дата звільнення |
| -------------------------- | --------------------------------------------------- | ------------ | --------------- |
| Фатєєв Олександр Борисович | Селищний голова, 1955 року народження, безпартійний | 26.03.2006   | 01.02.2008      |
| Фатєєв Олександр Борисович | Селищний голова, 1955 року народження               |              |                 |

Примітка: таблиця складена за даними джерела

### Депутати
За результатами місцевих виборів 2010 року депутатами ради стали:

#### За суб'єктами висування
| Суб'єкт висування             | Кількість обраних депутатів | %   |
| ----------------------------- | --------------------------- | --- |
| Самовисування                 | 27                          | 90  |
| Єдиний Центр                  | 1                           | 3,3 |
| Комуністична партія України   | 1                           | 3,3 |
| Політична партія «Фронт Змін» | 1                           | 3,3 |

#### За округами
| № округу                      | Прізвище, ім'я, по батькові       | Дата визнання обраним | Освіта                    | Партійна приналежність                        | Відомості про обраного депутата                                                              |
| ----------------------------- | --------------------------------- | --------------------- | ------------------------- | --------------------------------------------- | -------------------------------------------------------------------------------------------- |
| Єдиний Центр                  |                                   |                       |                           |                                               |                                                                                              |
| 30                            | Святенко Іван Євгенович           | 01.11.2010            | Освіта вища               | член Єдиного Центру                           | АТЗТ «Спецбуд», головний інженер                                                             |
| Комуністична партія України   |                                   |                       |                           |                                               |                                                                                              |
| 24                            | Козлов Віктор Володимирович       | 01.11.2010            | Освіта середня спеціальна | член Комуністичної партії України             | Насіннєва інспекція, водій                                                                   |
| Політична партія «Фронт Змін» |                                   |                       |                           |                                               |                                                                                              |
| 4                             | Тіщенко Олександр Павлович        | 01.11.2010            | Освіта вища               | член Політичної партії «Фронт Змін»           | приватний підприємець                                                                        |
| Самовисування                 |                                   |                       |                           |                                               |                                                                                              |
| 1                             | Чехун Ірина Анатоліївна           | 01.11.2010            | Освіта вища               | член політичної партії «Вітчизна»             | Комишанська селищна рада, головний бухгалтер                                                 |
| 2                             | Шутіков Борис Іванович            | 01.11.2010            | Освіта вища               | позапартійний                                 | ХПНБІ, директор                                                                              |
| 3                             | Кривич Віктор Іванович            | 01.11.2010            | Освіта середня            | позапартійний                                 | приватний підприємець                                                                        |
| 5                             | Бабчук Світлана Миколаївна        | 01.11.2010            | Освіта вища               | член Партії регіонів                          | Школа № 26, вчитель                                                                          |
| 6                             | Янкул Олена Володимирівна         | 01.11.2010            | Освіта середня            | член політичної партії «Вітчизна»             | ПП Звонарьов, реалізатор                                                                     |
| 7                             | Кудрявченко Інна Вікторівна       | 01.11.2010            | Освіта вища               | член Всеукраїнського об'єднання «Батьківщина» | Школа № 26, вчитель                                                                          |
| 8                             | Вольська Надія Костянтинівна      | 01.11.2010            | Освіта середня            | позапартійна                                  | Поліклініка ім. А.і О.Тропіних, медсестра                                                    |
| 9                             | Копайгора Валентина Олександрівна | 01.11.2010            | Освіта вища               | член Партії регіонів                          | Школа № 26, вчитель                                                                          |
| 10                            | Чехун Наталія Олександрівна       | 01.11.2010            | Освіта вища               | член Партії регіонів                          | Комишанська селищна рада, секретар ради та виконкому                                         |
| 11                            | Бишевець Катерина Іванівна        | 01.11.2010            | Освіта середня            | позапартійна                                  | Комишанська селищна рада, секретар керівника                                                 |
| 12                            | Калмиков Віктор Парменович        | 01.11.2010            | Освіта вища               | позапартійний                                 | Лікарня ім. А.і О.Тропіних, лікар                                                            |
| 13                            | Молдованенко Віктор Михайлович    | 01.11.2010            | Освіта вища               | позапартійний                                 | тимчасово не працює                                                                          |
| 14                            | Тимошик Ганна Вікторівна          | 01.11.2010            | Освіта вища               | позапартійна                                  | Комишанська селищна рада, спеціаліст землевпорядник                                          |
| 15                            | Кудрявченко Ганна Федорівна       | 01.11.2010            | Освіта середня спеціальна | позапартійна                                  | пенсіонер                                                                                    |
| 16                            | Паталаха Сергій Миколайович       | 01.11.2010            | Освіта вища               | член Партії регіонів                          | Херсонська філія Національного університету кораблебудування ім. адмірала Макарова, викладач |
| 17                            | Кашульський Михайло Іванович      | 01.11.2010            | Освіта вища               | позапартійний                                 | ООО Ісу Трейд Україна, завідувач складу                                                      |
| 18                            | Макусинська Світлана Анатоліївна  | 01.11.2010            | Освіта вища               | позапартійна                                  | Комишанська селищна рада, спеціаліст економіст                                               |
| 19                            | Дьяченко Віталій Володимирович    | 01.11.2010            | Освіта вища               | позапартійний                                 | Комишанська селищна рада, спеціаліст землевпорядник                                          |
| 20                            | Когут Любов Григорівна            | 15.05.2011            | Освіта середня спеціальна | позапартійна                                  | тимчасово не працює                                                                          |
| 21                            | Балюк Світлана Миколаївна         | 01.11.2010            | Освіта середня            | член політичної партії «Вітчизна»             | приватний підприємець                                                                        |
| 22                            | Румега Діана Семенівна            | 01.11.2010            | Освіта вища               | позапартійна                                  | Школа № 26, завуч                                                                            |
| 23                            | Олефіренко Сергій Вікторович      | 01.11.2010            | Освіта вища               | позапартійний                                 | Пожежна охорона, начальник загону                                                            |
| 25                            | Євсюкова Ольга Михайлівна         | 01.11.2010            | Освіта вища               | член Партії регіонів                          | Біл.філія ВАТ «Херсонгаз», контролер                                                         |
| 26                            | Шпак Лідія Миколаївна             | 01.11.2010            | Освіта вища               | позапартійна                                  | СПТУ — 6, методист                                                                           |
| 27                            | Новикова Ірина Вікторівна         | 01.11.2010            | Освіта вища               | позапартійна                                  | тимчасово не працює                                                                          |
| 28                            | Стеценко Людмила Іванівна         | 01.11.2010            | Освіта вища               | член Партії регіонів                          | домогосподарка                                                                               |
| 29                            | Шалухін Валерій Георгійович       | 01.11.2010            | Освіта середня            | позапартійний                                 | приватний підприємець, студент ХДУ                                                           |